# Satyrium titus
Satyrium titus is een vlinder uit de familie van de Lycaenidae. De wetenschappelijke naam van de soort werd als Hesperia titus in 1793 gepubliceerd door Johann Christian Fabricius.